# Orville (Pas-de-Calais)
Orville település Franciaországban, Pas-de-Calais megyében. Lakosainak száma 350 fő (2022. január 1.). Orville Halloy, Amplier, Famechon, Pommera, Sarton, Thièvres, Beauquesne és Terramesnil községekkel határos.

## Népesség
A település népességének változása:
| Lakosok száma | 406  | 403  | 412  | 402  | 391  | 381  | 370  | 360  | 350  |
|               | 2013 | 2015 | 2016 | 2017 | 2018 | 2019 | 2020 | 2021 | 2022 |